# فن الأرض

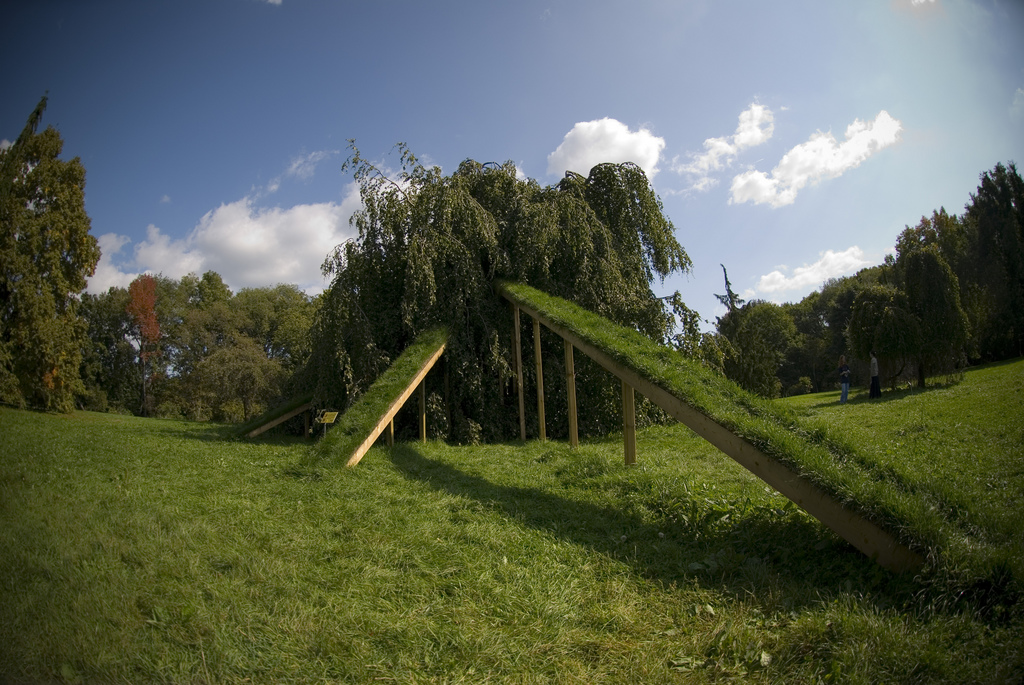
فن الأرض، كندا 2009.

فن الأرض هو أحد اتجاهات الفن المفاهيمي، حيث أن المغزى الأهم لعروضه هو «التسجيل الفوتوغرافي» الذي يمثل الخطوة الأهم في استثمار الفكرة، مقارنة بالحدث نفسه؛ سواءً كان الأثر الفني باق أمام العين، أم لم يكن كذلك؛ إذ أصبحت الأهمية في هذا النوع من الفن للجوانب غير المرئية، لأنه مفاهيمي في مذهبه. ومع توثيق الصلة بين فن الأرض والبيئة الطبيعية أصبح نقيضاً لفكرة العروض الفنية داخل القاعات المغلقة. ورغم ما يجمع بين فن الأرض وفن «الحد الأدنى» Minimal art من روابط تتعلق بالأعمال «الصرحية» إلا أن ما يميزهما هو تأكيد الطبيعة الوثائقية في «فن الأرض» بالإضافة إلى تطوير مبدأ الحوار بين فعل الحدث الفني والفكرة. فبينما تختفي بعض التشكيلات نتيجة لتغير العوامل الجوية، تبقى فقط الوثائق الفوتوغرافية عن الحدث الفني. أما هدف الفنان في مذهب فن الأرض فهو تغذية منطقة من الأرض بمعلومات تضاريسية غريبة أو منقولة من منطقة أخرى. وبهذه الطريقة اقترب الفن من أسلوب الحياة والبيئة الطبيعية، متخلصاً من حصار «الآلة» ومن سيطرة «التصنيع» ومن القوالب المستهلكة. والواقع أن أعمال «فن الأرض» تتحول بعد فترة إلى مجرد أثر قصير العمر؛ لأنها وقتية «تمحى وتتفكك» مثلما يحدث في الحياة. وتضيف «مشاركة الجمهور» في الأعمال الجماعية إلى شروط الفن، الطبيعة العبثية - التهكمية، بعد أن تحول الفن من «التجريدية» إلى «النزعة البيئية» وإلى «التجريب» في البنى المفتوحة وغير المحددة بل «الارتجالية».

## التكوين
في الستينيات والسبعينيات من القرن الماضي، احتج فن الأرض على «التسويق القاسي» للفن في أمريكا. أثناء هذه الفترة، رفض أنصار الفن الأرضي المتاحف أو المعارض كأماكن للنشاط الفني وصنعوا مشاريع مناظر طبيعية ضخمة التي كانت فوق ما يصل إليه النحت التقليدي القابل للنقل وسوق الفن التجاري، بالرغم من أن التوثيق الفوتوغرافي كان غالبًا ما يُعرض في مساحات المعارض العادية. استُوحي فن الأرض من فن الحد الأدنى والفن المفاهيمي وأيضًا من الحركات الحديثة مثل دي ستايل والتكعيبية والتقليلية وأعمال كونستانتين برانكوشي وجوزيف بويس. كان الكثير من الفنانين المرتبطين بفن الأرض ذوي صلة بفن الحد الأدنى والفن المفاهيمي. أحيانًا يُفسر تصميم إيسامو نوغوشي لعام 1941 للملعب المُشكل في نيويورك كعمل مبكر هام للفن الأرضي بالرغم من أن الفنان نفسه لم يطلق أبدًا على عمله «فنًا أرضيًا» بل سماه ببساطة «نحتًا». لكن تأثيره على الفن الأرضي المعاصر وعمارة المشهد والنحت البيئي واضح في الكثير من الأعمال حاليًا.
استخدم ألان سونفست طريقة بديلة للعمل باستخدام الطبيعة والثقافة عبر إعادة الطبيعة التاريخية والفن المستدام إلى مدينة نيويورك. أرض الوقت، الغابات الأصلية التي زرعها في مدينة نيويورك هي عمله الأكثر إلهامًا. أنشأ كذلك عدة مناظر طبيعية أخرى عن الوقت مثل دوائر الزمن في فلورنسا بإيطاليا موثقةً الاستخدام التاريخي للأرض ومؤخرًا في منتزه ومتحف ديكوردوفا سكالبتشر خارج بوسطن. وفقًا للناقدة باربرا روز التي تكتب في آرتفورام في عام 1969، أنه أدرك تسليع الفن المرتبط بالمعارض ولاأهميته. في عام 1967، صرح الناقد الفني غراس غلويك كتابةً في النيويورك تايمز أن أول عمل فني أرضي أنتجه دوغلاس ليتشتر وريتشارد سابا في مدرسة سكوهيجان للرسم والنحت. يمكن اعتبار الظهور المفاجئ لفن الأرض في 1968 كاستجابة جيل من الفنانين غالبًا ما يكونون في أواخر العشرينات للنشاط السياسي المتضاعف لهذا العام والحركات البيئية المنبثقة وحركات تحرير المرأة.
من أمثلة فن الأرض في القرن العشرين معرض جماعي أنشئ في 1968 في معرض دوان في نيويورك. في فبراير 1969، انتقى ويلوغبي شارب معرض «فن الأرض» في المتحف الأبيض لأندرو ديكسون للفن في جامعة كورنيل بإثاكا بنيويورك. كان من ضمن الفنانين: والتر دي ماريا، وجان ديبيتس، وهانز هاكي، ومايكل هيزر، ونيل جيني، وريتشارد لونغ، وديفيد ميدالا، وروبرت موريس، ودينيس أوبنهايم، وروبرت سميثسون، وغونتر أوكر. أدار المعرض توماس دبليو. ليفيت. طلب شارب من غوردون ماتا كلارك، الذي عاش في إثاكا في ذلك الحين، أن يساعد الفنانين في التنفيذ الميداني لأعمالهم في معرض «الفن الأرضي».
ربما كان الفنان الأشهر الذي عمل في هذا النوع هو الأمريكي روبرت سميثسون الذي قدمت مقالته لعام 1968 بعنوان «ترسيب العقل: مشاريع الأرض» إطارًا مهمًا للحركة كرد فعل على انفصال الحداثة عن القضايا الاجتماعية كما مثل الأمر الناقد كليمنت غرينبرغ. أشهر قطعة له، وربما القطعة الأشهر في جميع أعمال فن الأرض، هي سبايرال جيتي (1970)، التي رتب سميثون من أجلها الصخور والأرض والطحالب لتكوين ممشىً حلزوني الشكل (1500 قدم) الذي يبرز في البحيرة المالحة الكبرى في شمال ولاية يوتا بالولايات المتحدة الأمريكية. يعتمد مقدار العمل، إن وجد، على مستويات المياه المتقلبة. منذ إنشائه، غمر الماء العمل بالكامل، ثم كُشف عنه مرة أخرى. يختار مشرف الأعمال الفنية بالتعاون مع مؤسسة ديا، متحف يوتا للفنون الجميلة، بانتظام البرامج حول الممشى الحلزوني، بما فيها برنامج «حقائب الظهر العائلية». يعد مرآة الحصى بالصدوع والغبار لسميثسون (1968) مثالًا على الفن الأرضي الموجود في مساحة المعرض بدلًا من البيئة الطبيعية. وتتكون من كومة من الحصى بجانب جدار معرض مغطىً جزئيًا بمرآة. يقترب هذا العمل وغيره من أعمال الفن الأرضي من التقليلية في بساطة تكوينها والتركيز على المواد نفسها. ويرتبط أيضًا fالفن الرديء (آرت بوفيرا) في استخدام المواد بصورة تقليدية تُعتبر «غير فنية» أو «لا قيمة لها». كان الإيطالي جرمانو سيلانت، مؤسس آرت بوفيرا، أحد أوائل الأوصياء للترويج لفن الأرض.